# Эскобар (фильм)
«Эскоба́р» (англ. Loving Pablo) — испанский драматический биографический фильм режиссёра и сценариста Фернандо Леона де Араноа, вышедший в 2017 году.
Фильм является экранизацией романа-автобиографии «Loving Pablo, Hating Escobar» (2007), написанной Вирхинией Вальехо, и рассказывает о колумбийском наркобароне Эскобаре. В главных ролях Хавьер Бардем, Пенелопа Крус, Питер Сарсгаард.
Впервые фильм был показан в 2017 году на 74-м Венецианском кинофестивале. В том же году он был представлен на Международном кинофестивале в Торонто.

## Сюжет
Картина рассказывает о периоде жизни Пабло Эскобара с 1982 года и до его смерти в ходе задержания полицейскими 1993 году, расцвета и заката наркоимперии.
В 1982 году наркобарон знакомится с популярной журналисткой Вирхинией Валехо, во время встречи в резиденции и предлагает ей стать его биографом. Между ними начинаются романтические отношения. Супруга Эскобара Мария Виктория догадывается об измене, но вынуждена терпеть, зная беспощадный нрав мужа. С начала 1980-х Эскобар рвется во власть и входит в Конгресс Колумбии. Будучи в большой политике, он продолжает придерживаться методов принятых в преступной среде: угрозы и силовое решение проблем. После начала антикокаиновой кампании министра юстиции Родриго Лара Бонилья, карьера конгрессмена Эскобара закончилась. В 1984 году Эскобар организует покушения на Родриго Лара Бонилья и нескольких других политиков.
В 1987 году отношения Вальехо и Эскобара заканчиваются. Тем временем ФБР выходит на Вирхинию и предлагает стать осведомителем. Вирхиния поначалу отказывается. Постепенно Эскобар становится человеком вне закона. В 1989 году он пытается пойти на сделку с правосудием. Тогда же в 1989 году по стране прокатывается волна террора, гибнет несколько политических деятелей, судей, военных. После взрыва Boeing над Боготой на Эскобара начинается настоящая охота. В 1991 году он сдается властям и переезжает в специальную тюрьму Ла Катедраль. В ней был построен изысканный особняк, джакузи, сад. Приглашались для отдыха проститутки. Однако свобода перемещения заключенного ограничена.
Все близкие люди наркобарона подвергаются преследованию. Вирхиния становится изгоем в своей стране, не может устроиться на работу. Журналистка чудом переживает покушение на ее жизнь. Она приезжает к Эскобару в тюрьму Ла Катедраль и просит покровительства. Однако Эскобар отказывает. На этот раз Вирхиния сама связывается с представителями ФБР и сообщает, что готова сотрудничать. Из тюрьмы Эскобар продолжает управлять своим наркокартелем теми же методами, к которым привык. В 1992 году, после пыток и казни двоих «лейтенантов» ослушавшихся главы наркокартеля, власти отдают приказ перевести Пабло в обычную тюрьму. К моменту, когда к тюрьме прибыл спецназ, наркобарон бежит вместе с подручными. В 1993 году власти Колумбии выходят на след главы картеля «Медельин». Семье наркобарона отказывают в возможности выехать из страны. Эскобар будучи на подпольной квартире не выдерживает и делает телефонный звонок жене и детям. Отследив звонок на него выходит спецназ. При попытке бегства Пабло Эскобар был застрелен.

## В ролях
- Хавьер Бардем — Пабло Эскобар, колумбийский наркобарон
- Пенелопа Крус — Вирхиния Вальехо, журналистка
- Питер Сарсгаард — агент Шепард
- Дэвид Валенсия — Сантос
- Дэвид Охальво — агент ФБР
- Джульет Рестрепо — Мария Виктория Энао
- Оскар Дженада — Санторо
- Фреди Ят — Пеладо
- Рикардо Ниньо — Карета

## Съемочная группа
- Кинорежиссер — Фернандо Леон де Араноа
- Сценарист — Фернандо Леон де Араноа
- Кинопродюсеры — Хавьер Бардем, Эд Катхель III, Калина Коттас, Мигель Менендес де Зубиллага, Дин Николс
- Исполнительные продюсеры — Андрес Кальдерон, Криста Кэмпбелл, Лати Гробман, Ави Лернер
- Композиторы — Федерико Хусид
- Кинооператор — Алекс Каталан
- Подбор актеров — Хуан Пабло Ринкон
- Художник-постановщик — Ален Бейн
- Арт-директор — Иниго Наварро
- Художник по костюмам — Лоле Гарсиа Галейн, Ванда Моралес[2].